# Billbergia

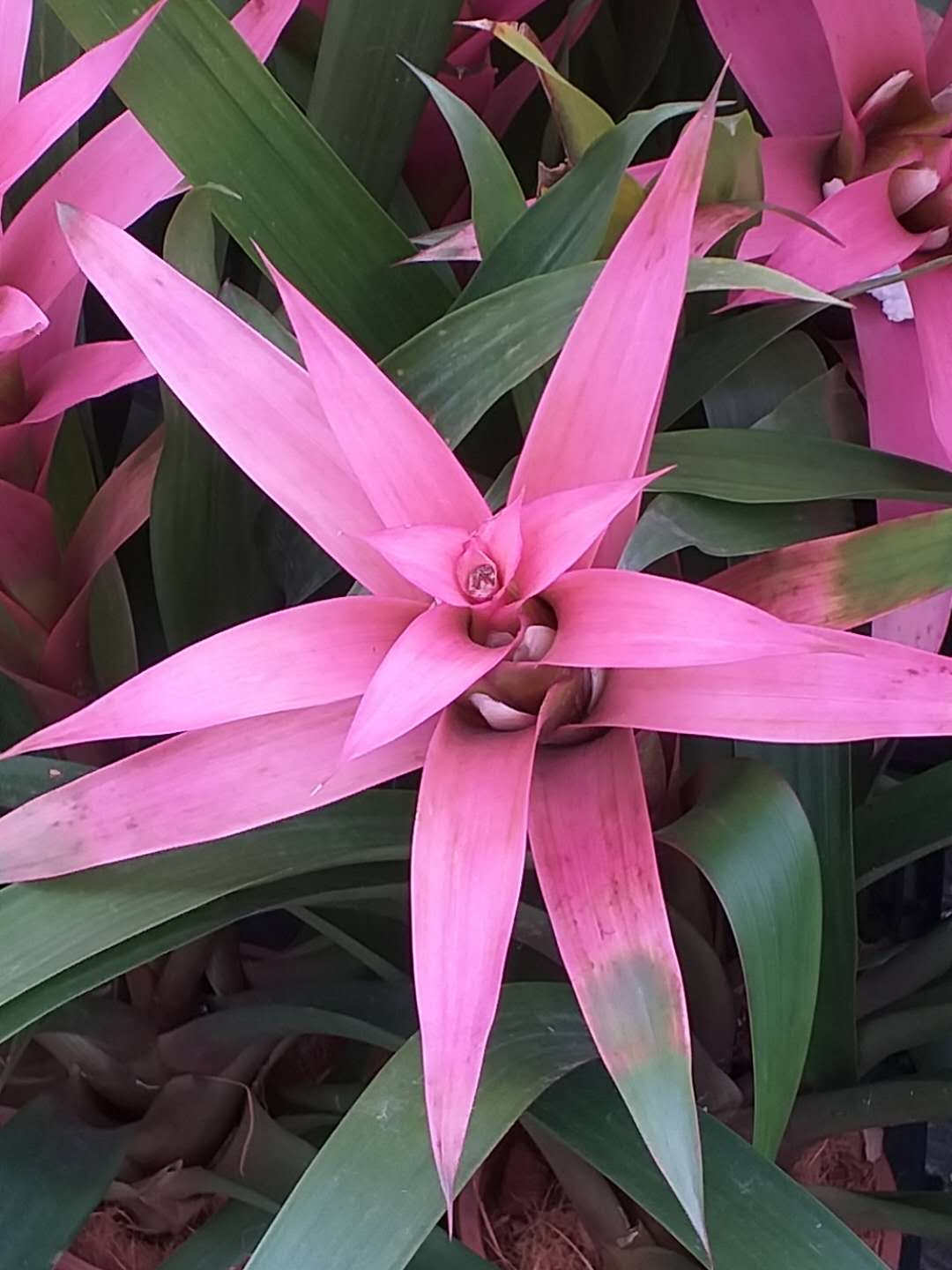
Billbergia pyramidalis

Billbergia Thunb. é um género botânico pertencente à família Bromeliaceae, subfamília Bromelioideae.
O gênero foi nomeado em homenagem ao botânico, zoólogo e anatomista sueco Gustaf Johan Billberg.
As plantas deste gênero se desenvolvem principalmente no Brasil, exceto uma espécie que se desenvolve desde o México até a América do Sul tropical.
Estas bromélias  são cultivadas como plantas ornamentais por suas brilhantes inflorescências.

## Espécies
| - Billbergia acreana H. Luther - Billbergia alfonsi-joannis Reitz - Billbergia amandea W. Weber - Billbergia amoena (Loddiges) Lindley - b. var. viridis L.B. Smith - c. var. minor (Antoine & Beer) L.B. Smith - e. var. carnea E. Pereira - f. var. stolonifera E. Pereira & Moutinho - ii. forma. viridiflora E. Pereira & Moutinho - g. var. flavescens Reitz - h. var. robertiana E. Pereira & Leme - Billbergia kautskyana E. Pereira - Billbergia kuhlmannii L.B. Smith - Billbergia laxiflora L.B. Smith - Billbergia leptopoda L.B. Smith - Billbergia morelii Brongniart - Billbergia nana E. Pereira - Billbergia nutans H. Wendland ex Regel - b. var. schimperiana (Wittmack) Baker - c. var. striata Reitz - Billbergia oxysepala Mez - Billbergia pallidiflora Liebmann - Billbergia pohliana Mez | - Billbergia porteana Brongniart ex Beer - Billbergia pyramidalis (Sims) Lindley - b. var. concolor L.B. Smith - d. var. striata M.B. Foster - e. var. lutea Leme & W. Weber - Billbergia reichardtii Wawra - Billbergia robert-readii E. Gross & Rauh - Billbergia rosea hortus ex Beer - Billbergia rubicunda Mez - Billbergia rupestris L.B. Smith - Billbergia saunderiana E. Morren - Billbergia saundersii Bull - Billbergia seidelii L.B. Smith & Reitz - Billbergia stenopetala Harms - Billbergia tessmannii Harms - Billbergia tweedieana Baker - b. var. latisepala L.B. Smith - Billbergia velascana M. Cardenas - Billbergia violacea Beer - Billbergia viridiflora H. Wendland - Billbergia vittata Brongniart - Billbergia zebrina (Herbert) Lindley |